# Etefilum
Etefilum (lat. Cleretum pinnatifidum; sin. Aethephyllum pinnatifidum), biljka iz porodice čupavica. Nekada je uključivana u samostalni rod Aethephyllum, odakle joj je i došao hrvatski naziv etefilum.
Naraste ispod 15 centimetara. Domovina joj je Western Cape, Južnoafrička Republika.

## Sinonimi
- Aethephyllum pinnatifidum (L.f.) N.E.Br.
- Mesembryanthemum pinnatifidum L.f.
- Mesembryanthemum pinnatum Thunb.